# Schlade (Bergisch Gladbach)
Die Schlade ist ein Trockental in der Paffrather Kalkmulde und ein Ortsteil in den Stadtteilen Hebborn und Romaney von Bergisch Gladbach. Aufgrund der Vielfalt des morphologischen Formenschatzes, der geologischen Geschichte und der außergewöhnlichen Vegetation ist das Tal heute als Naturschutzgebiet, Geotop und Bodendenkmal unter Schutz gestellt.

## Beschreibung
Das Wort Schlade bedeutet Schlucht oder Talung. Die Straße In der Schlade führt durch eine Schlucht von Hebborn nach Romaney. Die Bezeichnung Schlade entspricht den historischen Gegebenheiten, da das Urkataster die Gewannenbezeichnung In der Schlade nennt. Der Name In der Schlade bezieht sich folglich auf die Topographie und bezeichnet die Lage und den Verlauf der Straße in einem Tal. Die Schlade ist ein Trockental in einem devonischen Riffkalkgebiet und geologisches Forschungsgebiet von überörtlicher Bedeutung. Kein oberirdisches Gewässer durchzieht den Talgrund. Ursache dafür ist eine tiefreichende Verkarstung des Untergrundes, die auf der Wasserlöslichkeit des Kalksteins beruht. Die Gewässer in Karstgebieten folgen vielfach einem unterirdischen Lauf entlang von Spalten und Klüften, die sich durch weitere Lösung des Kalksteins zu Höhlen erweitern können.

## Geschichte des Wohnplatzes
Schlade ist als Wohnplatz auf der Preußischen Neuaufnahme von 1892 in Höhe der heutigen Johannesstraße 101 namentlich verzeichnet. Danach ist dort auf Messtischblättern regelmäßig zwar Bebauung, allerdings ohne Namen, eingezeichnet. Korrespondierend dazu ist er in der amtlichen preußischen Statistik 1885 als Hofstelle mit einem Gebäude und 11 Einwohnern aufgeführt. Vorher und nachher ist Schlade dort nicht verzeichnet.

## Geologische Entwicklung
Vor 400 bis 370 Millionen Jahren lag das heutige Gebiet um Bergisch Gladbach äquatornah an der Südküste des Old-Red-Kontinents. Ab dem Unteren Mitteldevon hob sich im Bereich des Siegerlandes ein Festland heraus. Zwischen dem sogenannten Siegerländer Block im Süden und Old-Red-Kontinent im Norden bildete sich ein flacher Schelfbereich mit einzelnen Inseln heraus, an deren Rändern sich bei den damals vorherrschenden tropischen Klimabedingungen Riffkörper bilden konnten. Diese Riffe wurden hauptsächlich aus Korallen und Stromatoporen gebildet. Im Tertiär begann das verstärkte Einsinken der Niederrheinischen Bucht, verbunden mit einer intensiven Verkarstung der devonischen Riffkalke und der Tieferlegung des Grundwasserspiegels in der Schlade.
Seit 2006 ist die Schlade ein Nationales Geotop. Inmitten eines Naturschutzgebietes sind die unterschiedlichen Faziesbereiche eines Riffs – von der Brandungszone bis zur Rifflagune – vorzüglich erschlossen.

### Steinbruch Grubenfeld
Im Steinbruch Grubenfeld ist von Westen nach Osten der Übergang vom Riffschutt an der Außenseite des Riffs, über den Riffkern mit einer Brandungszone bis hin zu Kalkbildungen, die in einer von der Brandung geschützten Lagune entstanden sind, aufgeschlossen. Teilweise sind die ehemaligen Kalksteine tiefgründig dolomitisiert. Durch die Auffaltung des Rheinischen Schiefergebirges im Oberkarbon sind die ehemals hauptsächlich horizontal abgelagerten Gesteine verstellt worden, so dass die Kalksteinbänke heute über große Bereiche mit 40–60° einfallen.

### Steinbruch Am Kohlenbusch
Im Steinbruch „Am Kohlenbusch“ sind überwiegend biogene Karbonatgesteine aufgeschlossen, die in der Rifflagune gebildet wurden. Die Kalksteine sind durch das Auftreten von Brachiopoden und Schnecken sowie kleinen Stromatoporen (Amphipora) gekennzeichnet, die auch in diesem Steinbruch partiell dolomitisiert sind. In südwestlichen Teil des Steinbruchs treten plattige Kalke auf, die an der Grenze Mittel-/Oberdevon in den zentralen Lagunenbereichen sedimentiert wurden.

## Kalkbrennerei

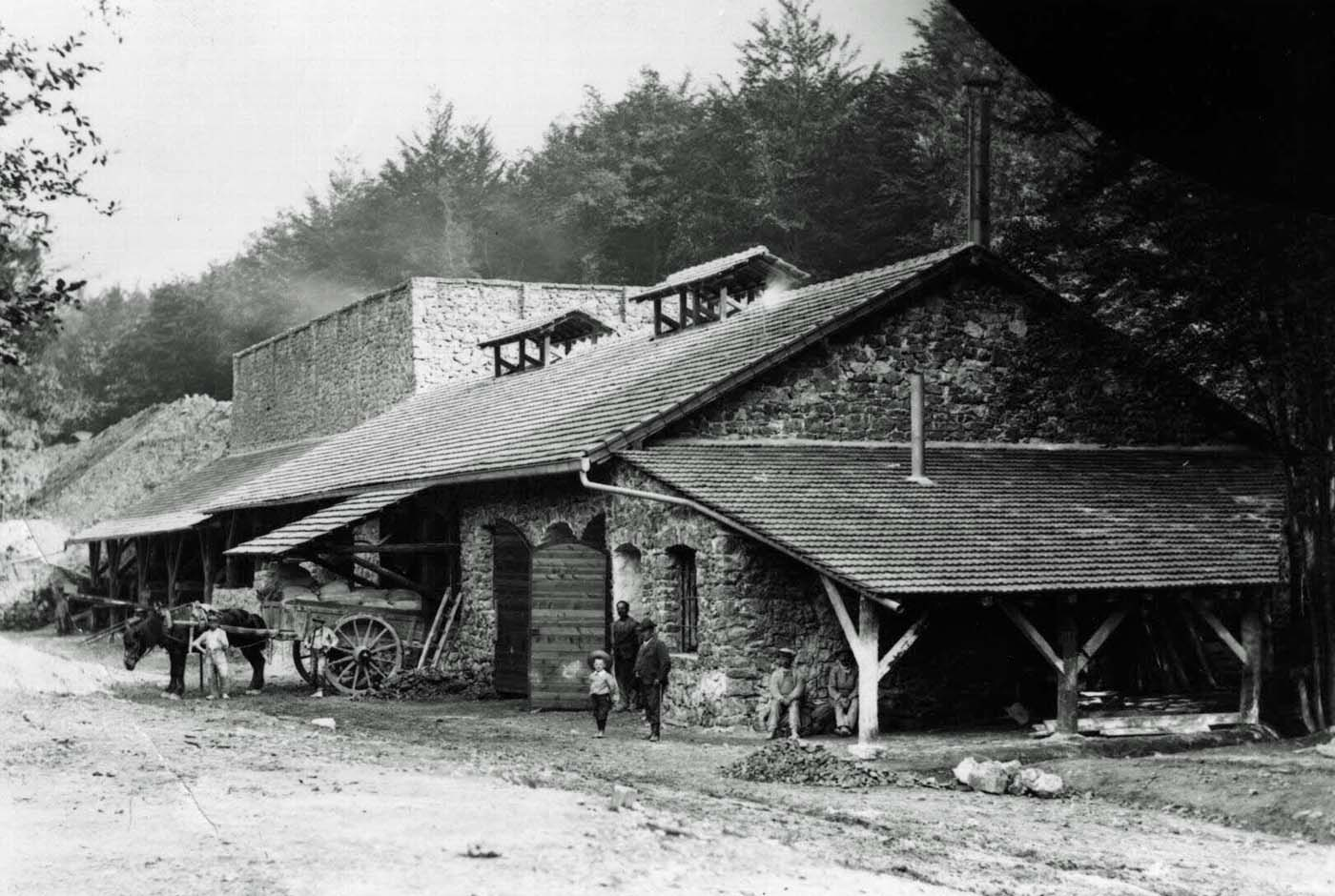
Kalkwerk Hambüchen & Langel in der Schlade um 1905

Bis zur Mitte des 20. Jahrhunderts wurde in der Schlade ein großer Steinbruch betrieben. Damit verbunden war insbesondere die im gesamten Gebiet der Paffrather Kalkmulde verbreitete Kalkbrennerei.

## Bergbau

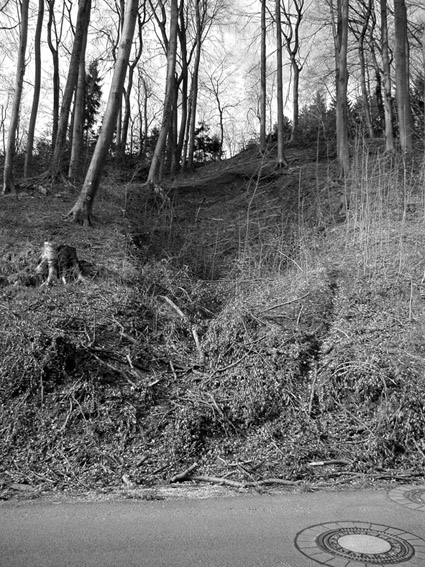
Die Pinge des verbrochenen Moll-Stollens der Grube Prinz Wilhelm

Noch bis zu 1925 wurde auf der Grube Prinz Wilhelm Eisenerz gefördert, das zuletzt besonders wegen des Gehalts von Ocker für die chemische Industrie Verwendung fand. Pingen der Grube Albert findet man im südöstlichen Teil der Schlade.

## Bodendenkmal
Der gesamte Bereich des Schladetals, in dem früher in einem Steinbruch ein Kalkofen stand, und das Gelände der Grube Prinz Wilhelm wurde unter Nr. 7 in die Liste der Bodendenkmäler in Bergisch Gladbach eingetragen.